# Mohamed Salem Uld Béchir
Mohamed Salem Ould Béchir (en árabe: محمد سالم ولد البشير‎; Aiún el Atrús, 17 de diciembre de 1962) es un ingeniero y político mauritano, fue primer ministro de Mauritania desde octubre de 2018 hasta agosto de 2019.

## Biografía
Estudió ingeniería en robotización en Francia. Comenzó su carrera en la Sociedad Nacional de Agua y Electricidad (SONELEC) en septiembre de 1986. Fue secretario general de varios ministerios desde mayo de 2007 hasta septiembre de 2009, cuando fue designado director general de la Compañía Mauritana de Electricidad.
Dejó el cargo septiembre de 2013, al ser nombrado ministro de agua y saneamientos. En enero de 2015 fue designado ministro de petróleo, energía y minerías, ocupado el cargo hasta 2016, cuando fue nombrado director de la Empresa Nacional de Industria y Minería.
Fue designado primer ministro tras la renuncia de Yahya Uld Hademine, semanas después del triunfo del partido gobernante Unión por la República en las elecciones legislativas celebradas en septiembre de 2018.